# Gmina Doyle (Iowa)

Położenie Gminy Doyle w hrabstwie Clarke

Gmina Doyle (ang. Doyle Township) – gmina w USA, w stanie Iowa, w hrabstwie Clarke. Według danych z 2000 roku gmina miała 200 mieszkańców, a jej powierzchnia wynosi 93,37 km².